# Graciela González Duque

Graciela González Duque (n. 1957) es artista plástica originaria de San Luis Potosí (San Luis Potosí, México) cuya obra pictórica, de estilo expresionista, se caracteriza por la angustia existencial y el drama humano.

## Biografía

#### Infancia y adolescencia
Graciela González Duque nació en la ciudad de San Luis Potosí, durante una etapa de agitación política y renovaciones urbanas que influyeron en la temática de su obra y en el estilo expresionista.
Fue una época singular que marcó el inicio de un movimiento social frente a la proximidad de las elecciones federales para la presidencia de la república e inspirado en el respeto a la autonomía universitaria de la Universidad Autónoma de San Luis Potosí.
Haber crecido en un entorno de esta naturaleza provocó que la autora desarrollara el criterio para generar ideas que posteriormente ha llevado a la pintura, esbozando temas existencialistas en torno a la vida interior de los seres humanos

#### Estudios

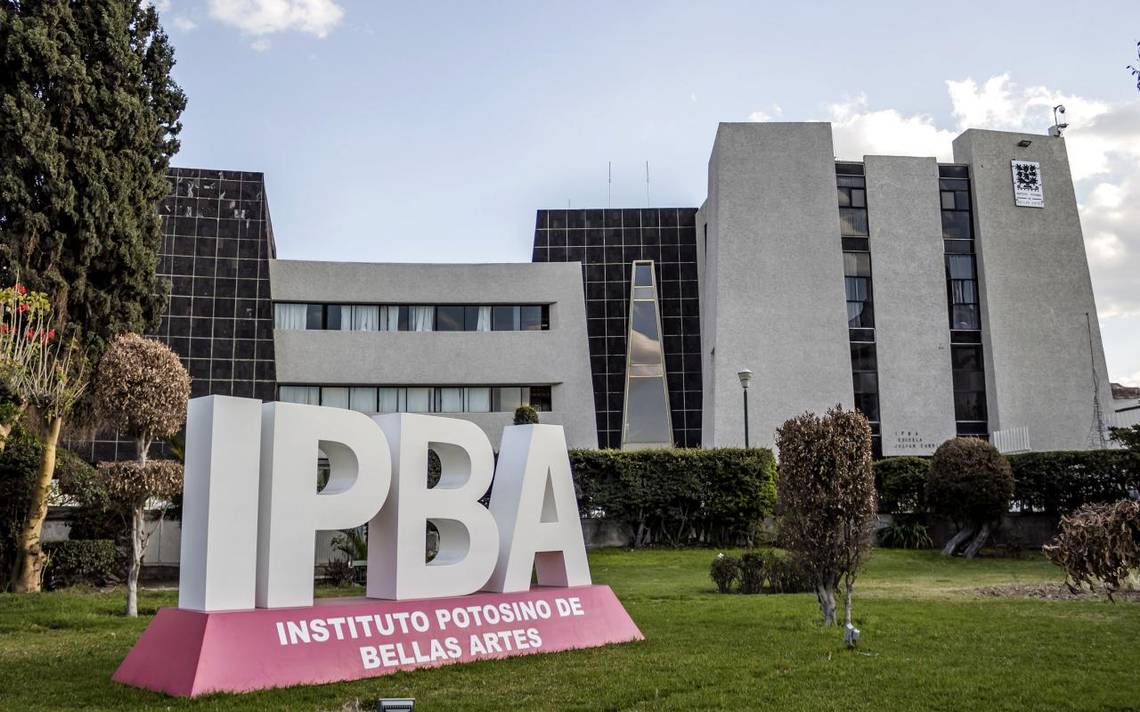
Instituto Potosino de Bellas Artes de San Luis Potosí

Durante su educación secundaria tuvo uno de sus primeros contactos con el quehacer artístico, en el taller de pintura del maestro Fernando Domínguez.
Posteriormente, a los dieciséis años, inició estudios de pintura en el Instituto Potosino de Bellas Artes ubicado en la ciudad de San Luis Potosí, donde han dado cátedra reconocidos maestros como Raúl Gamboa Cantón, Gilberto Vázquez Chávez, Rosa Luz Villasuso, Alicia Pons Zenteno, Cristina Newman y Armando Belmontes Ruiz, entre otros.

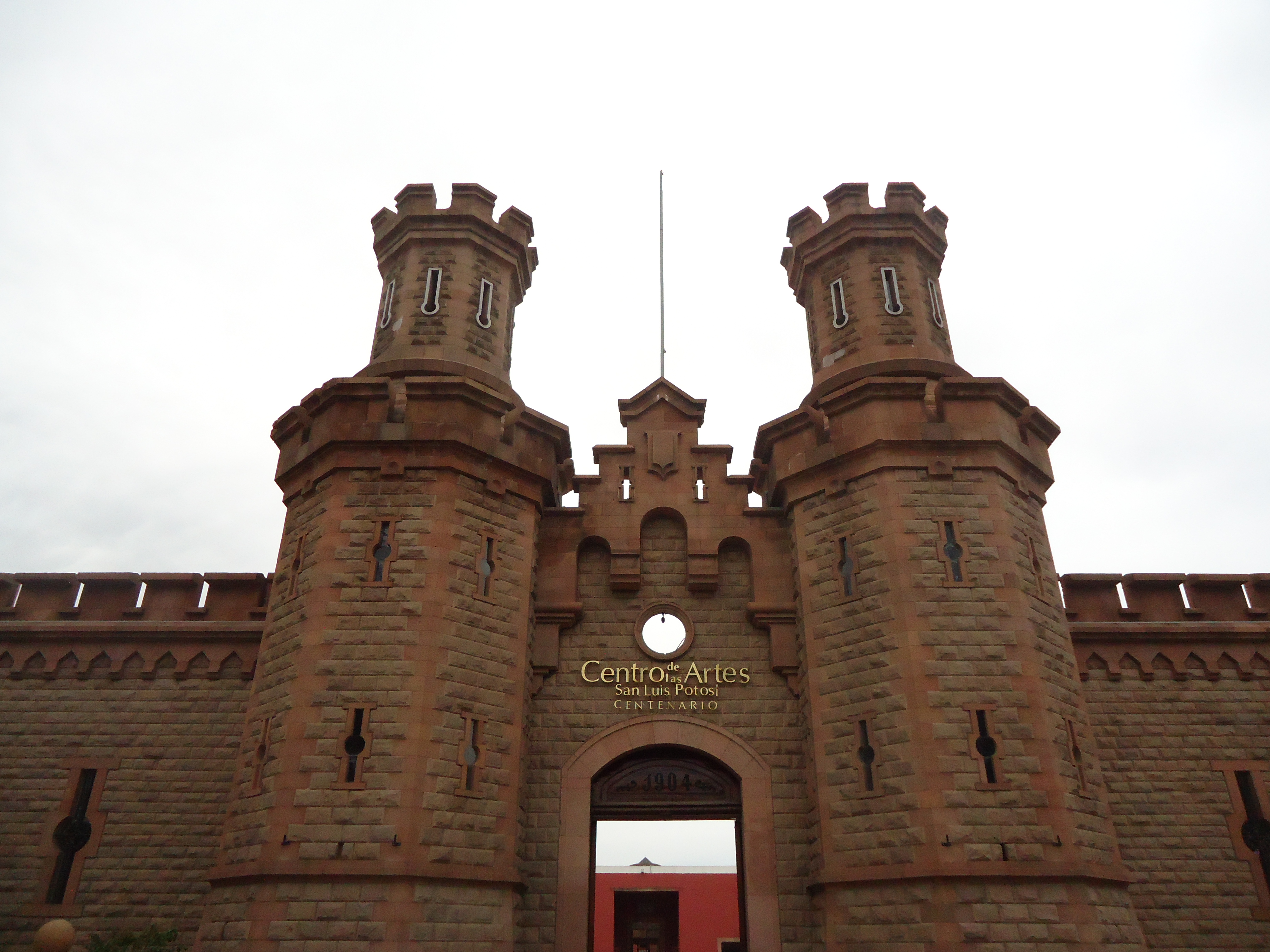
Centro de las Artes de San Luis Potosí Centenario

Posteriormente realizó estudios en el Centro de las Artes de San Luis Potosí con maestros como Artemio Rodríguez, Jesús Ramos Frías, Jorge Cabrera y Verónica Gómez.

## Obra pictórica
Graciela González Duque ha presentado su obra de manera colectiva e individual en diversos espacios expositivos; desde el inicio de su práctica artística, ha preferido la realización de piezas de caballete, con la técnica del óleo sobre tela como medio de expresión artística.
Temáticamente, su obra se identifica con el movimiento expresionista debido al uso de una paleta cromática sombría y de pinceladas libres y gestuales que enfatizan el desconsuelo emocional de los rostros y los cuerpos de los personajes representados en su obra, haciendo énfasis de esta manera en sentido conceptual de su trabajo; asimismo, su obra ha sido analizada en el marco del expresionismo, equiparando su trabajo artístico en un contexto temporal con artistas como Edvard Munch y David Alfaro Siqueiros.
|                  |
| "Mariposa Negra" |

|                |
| "Hombre pulpo" |

|                            |
| "Soñando con la eternidad" |

La obra de Graciela González Duque ha sido catalogada y comentada en la publicación Expresiones latentes. Rostros, almas de mujeres, en el contexto del expresionismo y el género del retrato.
|                        |
| "¿Qué hay en la vida?" |

|               |
| "Sabor de ti" |

|          |
| "Afanes" |

|             |
| "Esperando" |

|                           |
| "Mujer de temple y fuego" |

|            |
| "Pensando" |

“(...) en la serie Rostros, almas de mujeres, el deseo por legitimar las experiencias internas de las mujeres representadas como una parte importante de la realidad en la vida de las madres, las hermanas, las amantes, las que esperan y las que sufren, las que tienen la ilusión de una vida plena…".
Jerome Saltz. Expresiones latentes. Rostros, almas de mujeres. Pintura de Graciela González Duque. Greka Editions. Schedio Biblio. México. 2022.

## Exposiciones

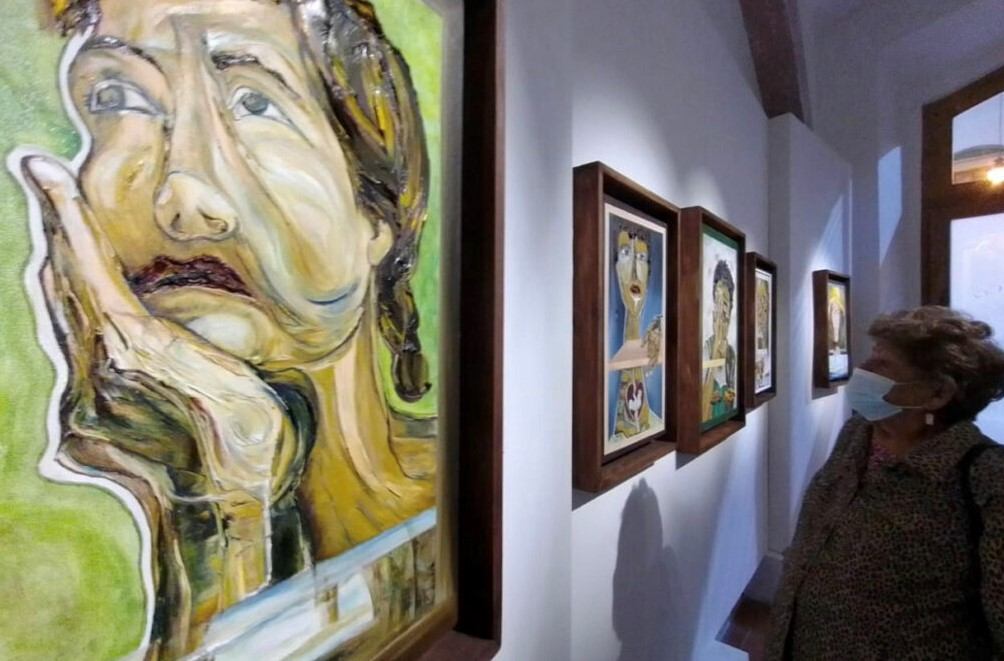
Exposición Expresiones Latentes en el Centro Cultural Palacio Municipal de SLP

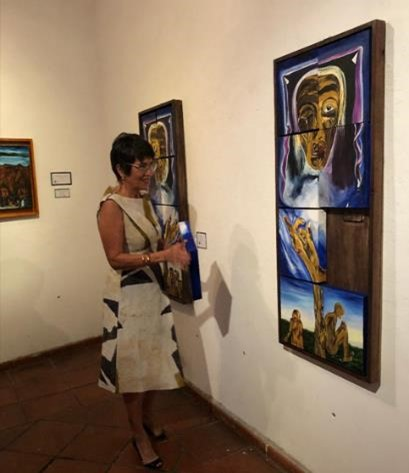
Exposición El hacer del tiempo en Galería de la Casa de Cultura del Barrio de San Miguelito de San Luis Potosí

- Muestra Colectiva Anual de Artes Visuales (varias ediciones). Galería del Centro de las Artes. San Luis Potosí, SLP., México.
- Improntas del Ser. 30 de enero de 2020. Planta baja de la Galería del Centro de las Artes. San Luis Potosí, SLP., México.[6]
- El hacer del tiempo. 8 de julio de 2022. Galería de la Casa de Cultura del Barrio de San Miguelito, San Luis Potosí, SLP., México.
- Expresiones latentes. 22 de julio de 2022. Galería Juan Blanco del Centro Cultural Palacio Municipal. San Luis Potosí, SLP., México.[7]

## Publicaciones y bibliografía
- Teresa Beriguistain. Improntas del ser. Una mirada a la obra pictórica de Graciela González Duque. México.
- Joan Andreu Busquets. El expresionismo a través del tiempo. México.
- Jerome Saltz. Expresiones latentes. Rostros, almas de mujeres. Pintura de Graciela González Duque. México.

## Citas
Graciela González Duque nació en una época singular (San Luis Potosí, SLP., México, 1957), “marcada por la efervescencia política ante la proximidad de las elecciones federales para la presidencia de la república -en las que triunfaría Adolfo López Mateos- y las elecciones locales para las presidencias municipales en San Luis Potosí, al tiempo en que diversos grupos políticos locales comenzaron a congregarse para distanciarse de Gonzalo N. Santos y desmantelar su cacicazgo, en un movimiento inspirado en el respeto a la autonomía universitaria y que, en perspectiva, puede considerarse precursor del Navismo, con la figura principal de Salvador Nava Martínez".
Teresa Beriguistain Cortez. Improntas del ser. Una mirada a la obra de Graciela González Duque. Ediciones Arte Morado. México. 2020, pp 8.

“En consecuencia, la pintora logra sus representaciones mediante una paleta cromática de atributos umbrosos y trazos gestuales que moldean el desconsuelo de los rostros y cuerpos que habitan su obra, definiendo el sentido conceptual de su trabajo pictórico que se apropia del expresionismo a través de las pinceladas que configuran entornos impresionistas con un cierto halo surrealista".
Teresa Beriguistain Cortez. Improntas del ser. Una mirada a la obra de Graciela González Duque. Ediciones Arte Morado. México. 2020.

“La manera expresionista, en el estudio de la obra de los tres autores, Edvard Munch, David Alfaro Siqueiros y Graciela González Duque, es un punto de encuentro que nos hace admitir que en la producción artística actual existe el uso retrospectivo del conocimiento, tal cual, para generar una suerte de arte retroactivo con un discurso contemporáneo que no descarta la posibilidad de nutrirse de corrientes estilísticas anteriores".
Joan Andreu Busquets. El expresionismo a través del tiempo. Ediciones Novarte. Colección Ensayos selectos. México, 2020.

“En la obra de Graciela González lo importante es la reflexión sobre la pintura como medio artístico, centrando su atención en la materia pictórica a la vez que propone como un juego lingüístico la relación volumétrica pictórica con su planteamiento conceptual".
Jerome Saltz. Expresiones latentes. Rostros, almas de mujeres. Pintura de Graciela González Duque. Greka Editions. Schedio Biblio. México. 2022.